# Нелін Євген Петрович
Євген Петрович Нелін (нар. 28 вересня 1949 року, м. Ромни, Сумська область ) – український педагог, методист, кандидат педагогічних наук, професор кафедри математики  Харківського національного педагогічного університету імені Г.С. Сковороди.

## Освіта
- 1971 – диплом вчителя математики середньої школи (Харківський державний педагогічний інститут ім. Г.С.Сковороди, фізико-математичний факультет);
- 1985 – диплом кандидата педагогічних наук з спеціальності 13.00.02 – методика викладання математики. Тема дисертації: "Методичні особливості вивчення векторів в курсі планіметрії при їх введенні на координатній основі". Місце захисту: Москва, НДІ змісту і методів навчання Академії педагогічних наук СРСР;
- 1990 – диплом доцента кафедри елементарної математики і методики викладання математики;
- 1996 – диплом Соросівського доцента (грант APU 061075 Міжнародної Соросівської програми підтримки освіти в галузі точних наук в Україні);
- 2013 – диплом професора кафедри математики.

## Кар'єра
- З 1971 року працював викладачем кафедри елементарної математики та методики викладання математики Харківського державного педагогічного інституту, а з 1978 – старшим викладачем цієї кафедри.
- З 1987 р. по 1991р. – доцент кафедри елементарної математики та методики викладання математики Харківського державного педагогічного інституту.
- У 1992  був обраний за конкурсом на посаду професора цієї кафедри, на якій працював до 2007 року.
- У 2007–2010 рр. завідував кафедрою тестових технологій і моніторингу якості освіти ХНПУ імені Г. С. Сковороди.
- З 2010 року і по теперішній час – професор кафедри математики ХНПУ імені Г.С. Сковороди.

## Досягнення
- Має понад 300 публікацій, серед яких понад 100 підручників і навчальних посібників, рекомендованих до використання у загальноосвітніх і вищих навчальних закладах Міністерством освіти і науки України.
- Підготував 4 кандидати педагогічних нук.
- Неодноразово входив до складу журі  конкурсів «Учитель року»: у 2007 р. та в 2010 р. був головою журі всеукраїнського конкурсу «Вчитель року» у номінації «математика», а в 2004 р. та в 2016 р. був членом журі цього конкурсу; в 2021 році був головою фахового журі  другого (регіонального) туру всеукраїнського конкурсу «Вчитель року» у номінації «математика».
- За наказами МОН України в 2005-2012 рр. входив до складу робочих груп з розробки Державного стандарту базової і повної загальної освіти (2011 р.) та програм з математики для 5-9 і 10-11 класів.
- У 2019 р. за наказом МОН України – голова робочої групи з розробки програми зовнішнього незалежного оцінювання з математики (на 2021 рік).
- Активно співпрацює (з 1975 року) з Харківською академією неперервної освіти (до 2001 року обласний ІУВ) та з іншими інститутами підвищення кваліфікації вчителів України з проблем підвищення кваліфікації вчителів математики. Його лекції на курсах і семінарах з перепідготовки вчителів математики присвячені актуальним питанням методики навчання математики, реалізації концепції НУШ, впровадженню вимог нових стандартів освіти в практику роботи вчителів математики.
- Бере активну участь у впровадженні в Україні зовнішнього незалежного оцінювання з математики, активно співпрацюючи з Українським центром оцінювання якості освіти (УЦОЯО), зокрема, він є сертифікованим розробником і експертом завдань ЗНО з математики, постійним членом комісії з розробки критеріїв оцінювання відкритих завдань з розгорнутою відповіддю з математики.

## Основні публікації
- Програми для загальноосвітніх навчальних закладів. Математика (в співавторстві). Затверджено Міністерством освіти і науки України. (Для 5-12 класів – 2005 р., для 5-9 класів – 2012 р.). Програми профільної школи: 10-11 клас (академічний, профільний і поглиблений рівні – 2009 р.[1]

Комплект підручників для шкіл України:
- Нелін Є.П.  Математика (алгебра і початки аналізу та геометрія, рівень стандарту) : підруч. для 10 кл. закл. серед. освіти. – Харків: Ранок, 2018. – 328 с. (11клас / Є.П. Нелін, О.Є. Долгова, 2019. – 304 с.)
- Нелін Є.П.  Алгебра і початки математичного аналізу (профільний рівень) : підруч. для 10 кл. закл. серед. освіти. – Харків: Ранок, 2018. – 272 с. (11клас / Є.П. Нелін, О.Є. Долгова, 2019. – 240 с.)
- Нелін Є.П.  Геометрія (профільний рівень) : підруч. для 10 кл. закл. серед. освіти. – Харків: Ранок, 2018. – 240 с. (11клас / Є.П. Нелін, О.Є. Долгова, 2019. – 208 с.)

## Відзнаки
- 1986 р. Знак Міністерства освіти і науки України  «Відмінник народної освіти України».
- 2005 р. Нагороджений іменним годинником Міністра освіти і науки України.
- 2006 р. Знак Міністерства освіти і науки України  «Василь Сухомлинський».
- 2009 р. Знак Міністерства освіти і науки України  «За наукові досягнення».